# As If
As If är en brittisk dramaserie. Den följer livet hos sex ungdomar i London och dessas inbördes relationer. Den producerades mellan 2001 och 2004, i totalt 76 avsnitt. I Sverige visades serien på ZTV och i TV3.